# Исабел Мартинес де Перон
Мария Естела Мартинес Картас де Перон (на испански: María Estela Martínez Cartas de Perón), по-известна като Исабел Мартинес де Перон (на испански: Isabel Martínez de Perón), е 41-ви президент на Аржентина, от 1974 до 1976 г. Тя е трета жена на президента Хуан Перон. По време на третия му мандат от 1973 до 1974 г., тя служи едновременно като първа дама и вицепрезидент на страната. След смъртта на съпруга си през 1974 г., Исабел служи като президент на Аржентина от 1 юли 1974 г. до 24 март 1976 г., когато военна хунта поема контрола над правителството и я поставя под домашен арест за пет години, преди да я изпрати в изгнание в Испания през 1981 г. Тя е първата жена президент в света.
През 2007 г. аржентински съд нарежда да бъде арестувана покрай изчезването на активист през февруари 1976 г. на основания, че изчезването е било позволено от нея. Арестувана е близо до дома си в Испания на 12 януари 2007 г. Впоследствие испанските власти отказват да я екстрадират в Аржентина.

## Ранен живот
Мария Естела Мартинес Картас е родена в Ла Риоха, Аржентина в семейство от нисшата средна класа. След пети клас е изключена от училище. В началото на 1950-те години тя става танцьорка в клуб, приемайки името Исабел.
Среща бъдещия си съпруг, докато той е на заточение в Панама. Хуан Перон, който е 35 години по-голям от нея, е привлечен от красотата ѝ и вярва, че тя може да му бъде партньорката, която му липса след смъртта на втората му съпруга Ева Перон през 1952 г. Перон взема Исабел със себе си, когато се премества в Мадрид през 1960 г. Властите в консервативната римокатолическа страна не одобряват съжителството му с млада жена, за която не е женен, така че на 15 ноември 1961 г. бившият президент неохотно сключва брак за трети път.

### Ранна политическа кариера
След като Перон отново става активен в политиката на Аржентина от изгнание, Исабел действа като посредник между Испания и Аржентина. След като претърпява преврат през 1955 г., на Перон е забранено да се връща в Аржентина, така че новата му съпруга пътува вместо него. Лидерът на Общата конфедерация на труда Хосе Антонио става един от нейните главни съветници в борбата на Перон срещу Аугусто Вандор от Популярния съюз по време на изборите през 1965 г. Алонсо и Вандор по-късно са убити при неизвестни обстоятелства.
Исабел се среща с Хосе Лопес Рега, който е бивш полицай с интерес в окултизма и гаданията по време на визита в Аржентина през 1964 г. Тя също се интересува от окултизма, така че двамата бързо се сприятеляват. Има сведения, че като президент тя прилага астрологично гадаене за определяне на националната политика. Под натиск от Исабел, Перон назначава Лопес за неин личен секретар. По-късно Лопес основава Аржентинския антикомунистически алианс – отряд на смъртта, обвинен в извършването на 1500 престъпления през 1970-те години.
Хектор Хосе Кампора е номиниран от Хустисиалистката партия на Перон за президентската надпревара през март 1973 г. Кампора печели изборите, но по това време се смята, че в действителност Перон държи истинската власт. По-късно през същата година Перон се завръща в Аржентина, а Кампора подава оставка, за да позволи на Перон да се кандидатира отново за президент. Той номинира Исабел за вицепрезидент, за да се укротят враждуващите перонистки фракции, които не биха постигнали консенсус за никой друг кандидат.
Победата на Перон на предсрочните избори се счита за силно вероятна от Конгреса и наистина той спечелва 62% от вота. Започва третия си мандат на 12 октомври с Исабел като вицепрезидент. По това време той вече е с несигурно здраве. По време на управлението му няколко пъти се налага Исабел да изпълнява длъжността президент вместо него.

## Президентство
Хуан Перон претърпява няколко инфаркта на 28 юни 1974 г. Исабел е привикана от търговска мисия в Европа и тайно полага клетва като президент на следващия ден. На 1 юли Хуан Перон умира. Като вицепрезидент, овдовялата Исабел става президент – първата жена президент в света. Впоследствие става известна като La Presidente – „Президентката“.
Въпреки че няма харизмата на Евита Перон, Исабел първоначално печели подкрепата на нацията. Тя обещава да поддържа политиката на социално пазарно стопанство, както и икономическия национализъм на съпруга си. Първото и значително решение по икономическата политика е прокарването на нов закон за трудовите договори. Въпреки че получава широка обществена подкрепа, тя отменя срещите с различни политически групи и съчувствието от смъртта на мъжа ѝ скоро се изпарява. Нейното правителство премахва повечето членове на левицата от университетските им постове или от администрацията и (както съпругът ѝ и други аржентински президенти) използва федерална намеса за премахване на левите губернатори. След поредица от политически убийства, на 30 септември Исабел Перон подписва закон против тероризма. Това е първата от поредица мерки, които уронват конституционалните права, очевидно с цел борба срещу насилието на левицата.
Друг източник на раздор между нея и гласоподавателите е увеличаващото се впечатление, че Хосе Лопес Рега, министърът на общественото благополучие, полага пътя към широк набор от политики на Перон. Преразглеждайки всички вътрешни и външни политики, той се превръща в де факто министър-председател, а понякога странното му поведение му пред публика започва да коства на президента подкрепата на аржентинския народ. Известен с фашистките си симпатии, Лопес Рега е корумпиран и използва позицията си, за да си подсигурява бизнес партньорствата с председателя на ODESSA Ото Скорцени, Муамар Кадафи и италианския фашист Личо Джели.
Най-голямото влияние на Лопес Рега върху президентството на Исабел Перон идва от новообразувания Аржентински антикомунистически алианс. Тази паравоенна организация извършва близо 300 убийства от края на 1973 г. до края на 1974 г., като сред жертвите се нареждат професор Силвио Фрондиси (брат на бившия президент Артуро Фрондиси), конгресменът Родолфо Ортега Пеня, бившият вицегубернатор на провинция Кордоба Атилио Лопес и бившият началник на чилийската армия Карлос Пратс.
Множество жестокости са извършвани и от левите екстремисти. През 1974 г. появата на нова троцкистка група, Народна революционна армия, добавя допълнително насилие към цикъла. Тази групировка става печално известна с многобройните си убийства и отвличания на известни личности. Правителството и паравоенните използват тази среда, за да поставят на мушка всички противници на режима.
След като един от близките приятели на Лопес Рега и жена му са убити, а дейността на Народната революционна армия расте в провинция Тукуман, на 6 ноември перон обявява извънредно положение. Осезаемо се увеличава и цензурата, която кулминира със затварянето на един от водещите вестници в Латинска Америка (Crónica) и свалянето от ефир на аржентински телевизионни фигури като водещата Мирта Легран и комика Тато Борес.
Операция „Независимост“ започва в Тукуман на 5 февруари 1975 г. Тази военна кампания, макар успешна от военна гледна точка, става печално известна с бруталността си. Нейни жертви стават не само бунтовниците, но и държавни служители, магистрати, университетски преподаватели и учители в училища.
След това правителството се обръща към движението на работниците, опората на перонизма в продължение на дълго време, определяйки го като обект на репресии. През ноември 1974 г. изборът на ляв синдик на склад към металургичен комбинат във Виля Конститусион и неодобрението му от началника на комбината води до брутално полицейско нахлуване в съоръжението на 20 март 1975 г. След нападението изчезват много от 300-ата арестувани работници. Междувременно, Лопес Рега урежда много от компетентните политици, които Исабел Перон наследява от краткото президентство на мъжа си, да бъдат отстранени от длъжност и да бъдат заменени с членове на десницата, които са му лоялни.
Исабел Перон първоначално поддържа Социалния пакт, наследен от съпруга ѝ, и успява да го разшири с реформи, като например въвеждането на данък върху заплатите през декември 1974 г. за подсилване на пенсионната система. Поддавайки се на натиска от търговските синдици, тя игнорира аспекта на политиката за доходите в Социалния пакт и докато икономиката остава иначе стабилна, настъпва порочен кръг, в който повишението на заплатите води до повишение на цените, което от своя страна отново покачва заплатите и т.н. По този начин инфлацията се покачва от 12% през май 1974 г. до 80% на следващата година. Социалният пакт среща съпротива от страна на работодатели, които по-късно се организират и започват тактика на редовни локаути срещу администрацията. Изправен пред рекордни търговски и бюджетни дефицити, новият министър на икономиката, Селестино Родриго, прилага икономическа шокова терапия през юни. Тази мярка удвоява цените и тарифите и рязко намалява стойността на аржентинското песо, което нарушава крехкия финансов баланс, който се поддържа до този момент. Цените на консуматорските стоки се удвояват между май и август 1975 г. и въпреки рязкото покачване на минималната заплата, уговорени между правителството и работодателите, образувалият се шок довежда до протести сред Аржентина. След протест пред офиса си, вече мразеният Хосе Лопес Рега бързо е назначен за посланик в Испания и изпратен на служба там.

### Изпадане от властта
Лопес Рега напуска страната на 19 юли 1975 г. Скоро след това Перон освобождава протежетата си в министерството на икономиката (Селестино Родриго) и във висшето командване на въоръжените сили (генерал Алберто Нума Лаплане), където през август назначава генерал Хорхе Видела, тих кариерист без особени военни събития зад гърба си. С назначаването на прагматичния икономист и перонист Антонио Кафиеро и излизането ѝ в отпуска на 13 септември облекчава доста от секторите на обществото, от синдици до бизнеси. След като назначава Итало Лудер, умерено консервативен перонист, за президент на сената, се появяват надежди, че отпуската ѝ ще бъде за постоянно.
Ограничено главно до избиването на сили на сигурността и публични фигури през 1974 г., политическото насилие ескалира през 1975 г. до „меки мишени“ от населението, когато леви и десни екстремисти провеждат удари едни срещу други сред банки, автобуси, яхти, паркинги и ресторанти. Над 700 души загиват вследствие политическото насилие през първите 15 месеца от управлението на исабел Перон. Към март 1976 г. цивилните жертви представляват половината от 1358 смъртни случая, приписвани на конфликта. След като левицата предприема серия от нападения срещу военни съоръжения, сред които залагане на динамит в разрушителя „Сантисима Тринидад“ близо до Ла Плата, на 6 октомври Исабел подписва нови мерки, предоставящи имунитет на въоръжените сили, които могат да унищожават подривни елементи из страната. Това на практика е удължаване на извънредното положение, въведено в Тукуман. Тези мерки и печелят достатъчно подкрепа, за да се завърне от отпуска на 17 октомври.
Здравето ѝ, обаче, остава крехко и болки в жлъчката я принуждават да вземе втори отпуск през ноември. По време на отпуската си, тя одобрява предложение на министъра на вътрешните работи Анхел Робледо следващите избори да се проведат през ноември 1976 г., вместо през март 1977 г., като така внася надежда, че подготвяният преврат, за който се увеличават се слуховете, може да бъде предотвратен.
Тревожността покрай инфлацията продължава да доминира ежедневието на хората. Месечната инфлация като цяло намалява, но все още остава висока. Рязък спад в бизнес инвестициите изпраща икономиката в дълбока рецесия. Растежът на БВП се забавя от 6,8% в края на 1974 г. до 1,4%. Към началото на 1976 г. икономиката на страната вече се е свила с 4,4%. Последвалите негативни икономически ефекти от това довежда до недостиг на стоки.
Назначаването на бригаден генерал Ектор Футарио, лоялист на Перон, във въздушните сили допълнително подклажда настроенията за действие срещу администрацията ѝ. На 18 декември генерал Хесус Капелини прави опит за преврат, като завзема контрола над военновъздушната база Морон. Останалите офицери от щаба, обаче, смятат, че е твърде рано. Междувременно, почти победената Народна революционна армия предприема обсада срещу оръжейния склад Монте Чинголо на 23 декември, в която загиват 6 военни и 85 партизани. С това насилствената кампания на Народната революционна армия приключва.
Появяват се обвинения, че Перон е присвоила големи суми от благотворителна дейност, които са пренасочени към сметките ѝ в Испания. През януари 1976 г. министърът на вътрешните работи Анхел Робледо подава оставка.
Исабел Перон все повече отстъпва пред консервативните въоръжени сили по отношение на политиката в началото на 1976 г., от теми за сигурността до икономиката. През февруари е започната процедура по импийчмънт срещу президента с подкрепата не недоволните перонистки фракции в Конгреса. Лидерът от опозицията Рикардо Балин се среща лично с главнокомандващия на армията Хорхе Видела и му казва, че ако подготвя преврат, то следва да го направи възможно най-скоро и да не очаква нито похвала, нито възпрепятстване от негова страна. По това време медиите вече открито отброяват дните до очаквания държавен преврат. Висшето командване на въоръжените сили вече е дало окончателното си одобрение за преврат, когато президентът се завръща от отпуска през октомври 1975 г.
След като работи до късно вечерта на 23 март 1976 г. с надеждата да избегне нова икономическа криза, Перон отива на празненство по случай рождения ден на нейния главен асистент. Разтревожена от подозрително военно учение, тя се качва на президентския хеликоптер малко след полунощ. Вместо да я отведе до президентската резиденция, обаче, той я отвежда до военновъздушната база в близост до летище Хорхе Нюбери, където тя официално е задържана и арестувана.

## Задържане и изгнание
Повечето перонистки държавни служители бързо са арестувани, а много „изчезват“ завинаги в последвалата Мръсна война. Исабел Перон остава под домашен арест във Виля Ла Ангостура и други места в продължение на пет години, като накрая е изпратена в изгнание в Испания през юли 1981 г. Тя продължава да служи като глава на Хустисиалистката партия на мъжа си до февруари 1985 г. Макар да се появяват хора, които желаят тя да се върне на власт, тя отказва да се кандидатира отново за президент. Живее в Мадрид, където поддържа близки отношения със семейството на Франсиско Франко.
След като в Аржентина е възстановена демокрацията, тя е помилвана по обвиненията си за корупция по време на президентството си и се завръща в страната през декември 1983 г. при встъпването в длъжност на президента Раул Алфонсин. След като участва в политически дискусии, организирани от Алфонсин и опозицията, тя подава оставка като ръководител на Хустисиалистката партия. След 1988 г. окончателно се установява в Испания.
През ноември 2006 г. съдия в Мендоса привиква Исабел Перон като свидетел, заедно с други перонистки министри от правителството ѝ, покрай дело, засягащо изчезването на хора по време на управлението ѝ. На 12 януари 2007 г. тя е арестувана в Мадрид. Обвинена е от аржентинските власти за изчезването на аржентински активист на 25 февруари 1976 г., както и за престъпления, свързани с издаването на нейния указ от 6 октомври 1975 г., призоваващ въоръжените сили да „унищожават подривните елементи“. На 28 март 2008 г. испанските власти отказват да екстрадират Перон в Аржентина. Испанският национален съд два пъти отсъжда, че обвиненията срещу нея не са за престъпления срещу човечеството, както и че давността на обвиненията е 20 години.
Върховният съд на Аржентина единодушно разпуска петиците за разпитване на Исабел перон като свидетел или като подсъдим на 21 юни 2017 г.